# Marten Kooistra
Marten Kooistra (Drachten, 18 oktober 1997) is een Nederlands weg- en baanwielrenner die anno 2020 rijdt voor BEAT Cycling Club. In 2015 won hij het Nederlands kampioenschap op de weg en het Nederlands kampioenschap tijdrijden voor junioren. Het daarop volgende jaar ging hij rijden voor SEG Racing Academy. In 2018 won Kooistra in Olympia's Tour de 5e etappe a en werd hij, achter de Deen Julius Johansen tweede in het algemeen klassement. Later dat jaar won hij Parijs-Tours voor beloften. Kooistra liep vanaf augustus 2019 stage bij Team Sunweb. In 2020 maakte hij de overstap naar BEAT Cycling Club. 
Kooistra behaalde in 2018 een derde plaats op de scratch tijdens de Europese kampioenschappen baanwielrennen voor belofte.

## Belangrijkste resultaten

### Wegwielrennen
2015
 Nederlands kampioenschap tijdrijden, junioren
 Nederlands kampioenschap op de weg, junioren
2018
5e etappe a Olympia's Tour
Parijs-Tours, beloften
Ronde van Zuid-Holland

### Baanwielrennen
| Jaar     | NK                                 | EK       | WK       | Overig   |
| Junioren | Junioren                           | Junioren | Junioren | Junioren |
| -------- | ---------------------------------- | -------- | -------- | -------- |
| 2013     | puntenkoers                        |          |          |          |
| 2014     | puntenkoers, scratch · 1km tijdrit |          |          |          |
| Belofte  |                                    |          |          |          |
| 2018     |                                    | scratch  |          |          |

## Ploegen
- 2016 –  SEG Racing Academy
- 2017 –  SEG Racing Academy
- 2018 –  SEG Racing Academy
- 2019 –  SEG Racing Academy
- 2019 –  Team Sunweb (stagiair)
- 2020 –  BEAT Cycling Club